# Zdzisław Pietrzyk
Zdzisław Marek Pietrzyk (ur. 22 lipca 1957 w Łagowie) – polski historyk, bibliotekarz, profesor nauk humanistycznych. W latach 2003–2021 dyrektor Biblioteki Jagiellońskiej.

## Życiorys
Urodził się w Łagowie. Ukończył Liceum Ekonomiczne w Ostrowcu Świętokrzyskim. Jest absolwentem Wyższej Szkoły Pedagogicznej w Kielcach, doktor Wydziału Filozoficzno-Historycznego Uniwersytetu Jagiellońskiego w 1989. Habilitację uzyskał na Wydziale Historycznym UJ w 1999, a w 2006 tytuł profesora.
W 2013 r. za wybitne zasługi w pracy naukowo badawczej w dziedzinie historii piśmiennictwa i źródeł historycznych, za działalność na rzecz zachowania dziedzictwa narodowego został odznaczony Krzyżem Kawalerskim Orderu Odrodzenia Polski, którym prezydent Bronisław Komorowski udekorował go 26 lutego 2013 r. w czasie uroczystości w 85. rocznicę podpisania przez Prezydenta RP Ignacego Mościckiego rozporządzenia o powołaniu Biblioteki Narodowej. W 2022 otrzymał Krzyż Oficerski Orderu Odrodzenia Polski.

## Pełnione funkcje
- Członek Komisji Historii Nauki Polskiej Akademii Umiejętności
- Profesor nadzwyczajny na Uniwersytecie Jagiellońskim, Wydział Zarządzania i Komunikacji Społecznej; Instytut Informacji Naukowej i Bibliotekoznawstwa
- Dyrektor Biblioteki Jagiellońskiej od 2003 r.
- Przewodniczący Rady Programowej Książnicy Cieszyńskiej;
- Przewodniczący Rady Fundacji Polskiej Biblioteki Internetowej;
- Członek Krajowej Rady Bibliotecznej,
- Przewodniczący Rady Naukowej Biblioteki Narodowej